# Hemicidaridae
De Hemicidaridae zijn een familie van uitgestorven zee-egels uit de infraklasse Carinacea. De relatie met andere groepen uit de infraklasse is nog onduidelijk. Deze epifaunale grazers leefden in het Jura en Krijt (van 189,6 tot 112,6 miljoen jaar geleden).

## Geslachten
- Onderfamilie Pseudocidarinae Smith & Wright, 1993 †
  - Cherreauma Vadet, Nicolleau & Pineau, 1996 †
  - Cidaropsis Cotteau, 1863 †
  - Pseudocidaris Pomel, 1883 †
- Onderfamilie Hemicidarinae
  - Asterocidaris Cotteau, 1859 †
  - Gymnocidaris L. Agassiz, 1838 †
  - Hemicidaris L. Agassiz, 1838 †